# Izeste

Izeste este o comună în departamentul Pyrénées-Atlantiques din sud-vestul Franței. În 2009 avea o populație de 455 de locuitori.

## Evoluția populației
| An        | 1975 | 1982 | 1990 | 1999 | 2006 | 2009 |
| --------- | ---- | ---- | ---- | ---- | ---- | ---- |
| Populație | 636  | 536  | 498  | 458  | 427  | 455  |

## Personalități născute aici
- Marc Ancel (1902 - 1990), magistrat, teoretician al dreptului.